# Full fart på internat
Full fart på internat, (org. titel Teech), amerikansk TV-serie från 1991.

## Handling
Teech är nyanställd musiklärare på ett snobbigt internat, men rektor Alfred W. Litton får en chock när han upptäcker att han har anställt en svart man. Hur ska Teech kunna lära de bortskämda rikemansungdomarna någonting?

## Roller
- Teech – Phill Lewis
- Cassie – Maggie Han
- Alfred W. Litton - Steven Gilborn
- George Dubcek, Jr. - Curnal Achilles Aulisio
- Kenny Freedman - Joshua Hoffman